# タタ・ハリアー
ハリアー (HARRIER)は、タタが製造・販売しているSUVである。

## 概要
2019年1月、販売を開始した。ジャガー・ランドローバーと共同開発した新世代の車台「D8プラットフォーム」を初採用するモデルになる。車格はサブコンパクトカーのタタ・ネクソンと中型車タタ・ヘキサの中間である。パワートレインは、最高出力170psの2Lディーゼルターボエンジンでミッションは6速ATか6速MTとなる。4WDのみの設定である。
2023年1月にインドで開催されたAuto Expo 2023にてEV仕様が初公開された。

## 車名の由来
猛禽類である「チュウヒ」の英語名より。トヨタ・ハリアーもこれを由来とする。